# Palacio Río Branco (Salvador)

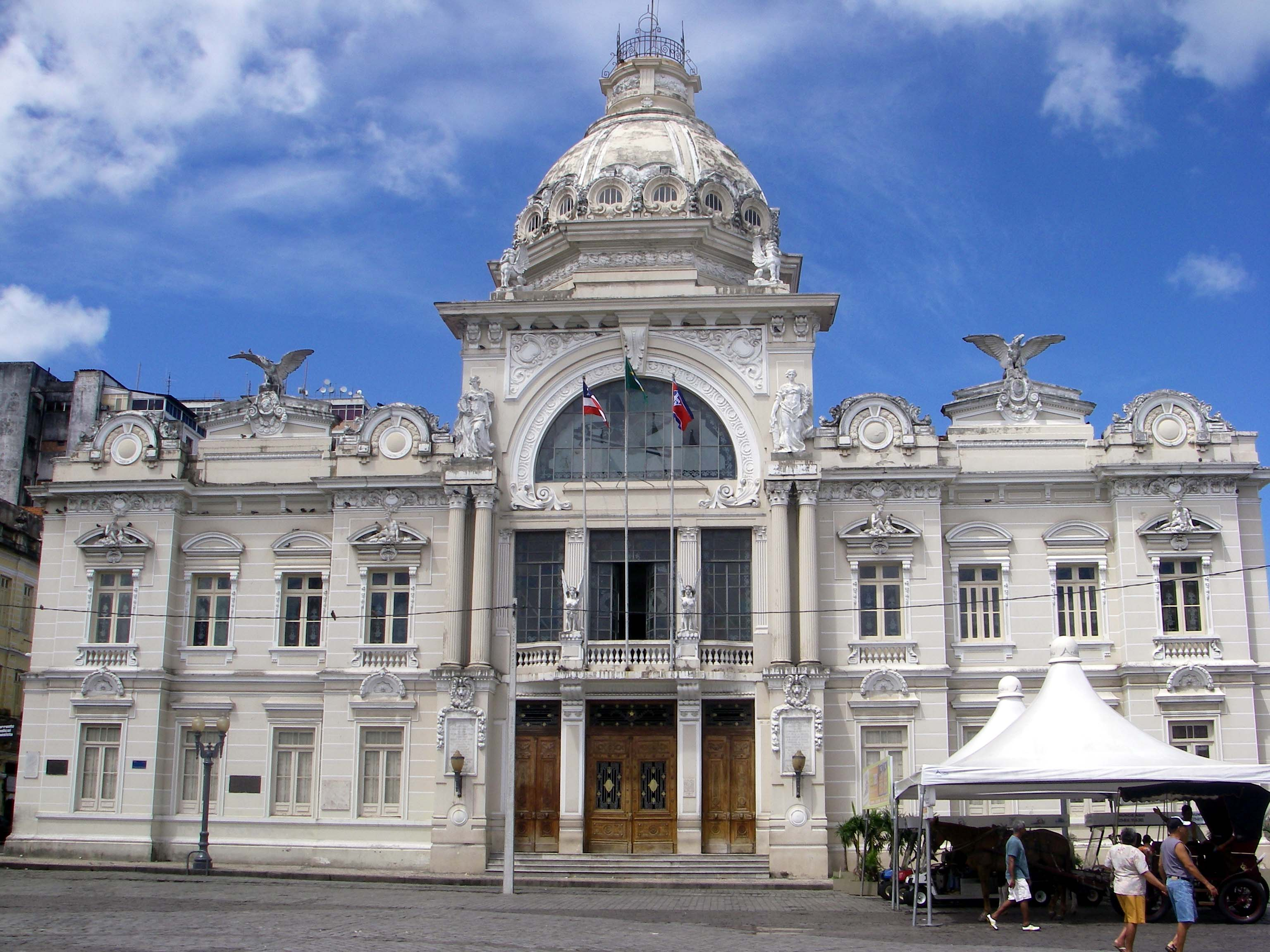
Antiguo Palacio de Gobierno de Bahia.

El Palacio Río Branco (en portugués Palácio Rio Branco) es la antigua sede de gobierno del Estado de Bahía y uno de los palacios más antiguos de Brasil. Está situado en la ciudad de Salvador, en la plaza Tomé de Sousa, donde también se encuentran la prefectura de la ciudad, la cámara municipal y el Elevador Lacerda.
El palacio comenzó a ser construido a mediados del siglo XVI por el primer gobernador general de Brasil, Tomé de Sousa, para ser el centro de la administración portuguesa. Al principio era de tapiales, y posteriormente fue recibiendo pequeñas ampliaciones. Tuvo varias funciones, como cuartel y prisión. Albergó a Pedro II en su visita a Bahía en 1859.
A fines del siglo XIX, todavía conservaba la vieja fachada colonial portuguesa, símbolo de decadencia en la naciente república. Recibió entonces una profunda reforma, terminada en 1900, en la gestión del gobernador de Bahia, Luís Viana. Pasó desde ese momento a exhibir un noble e imponente estilo neoclásico con aires franceses.
El 10 de enero de 1912, el palacio fue uno de los puntos alcanzados por el bombardeo efectuado en Salvador, al mando del Presidente de la República Hermes da Fonseca. El edificio quedó prácticamente en ruinas. Entre las varias pérdidas, la peor fue la destrucción del rico acervo de libros raros que quedaba en la planta baja. 
A partir de ese momento, comenzó la reconstrucción, siendo reinaugurado por el gobernador Antônio Ferrão Moniz de Aragão, en 1919. El palacio reconstruido recibió el nombre de Rio Branco, en homenaje al Barón de Río Branco, gran estadista brasileño. En 1984 se hizo una restauración completa del palacio, debido al pésimo estado de conservación en el que se encontraba.
En la actualidad, es sede de la Fundación Pedro Calmon, de la Fundación Cultural del Estado de Bahia y del Memorial de los Gobernadores.